# Zidane Iqbal
Zidane Aamar Iqbal (sinh ngày 27 tháng 4 năm 2003) là một cầu thủ bóng đá chuyên nghiệp chơi ở vị trí tiền vệ cho câu lạc bộ Utrecht và Đội tuyển bóng đá quốc gia Iraq.

Sinh ra ở Manchester, Iqbal gia nhập đội trẻ Manchester United khi mới 9 tuổi. Anh có trận ra mắt câu lạc bộ trong một trận đấu tại UEFA Champions League vào tháng 12 năm 2021. Iqbal đã đại diện cho Iraq ở tuổi dưới 23 trước khi có trận ra mắt đội tuyển quốc gia vào tháng 1 năm 2022

## Đầu đời
Sinh ra ở Manchester, Anh. Cha anh là người Pakistan và mẹ anh là người Iraq, Iqbal đã chơi cho đội bóng địa phương Sale United từ năm 4 tuổi trước khi gia nhập Manchester United năm 9 tuổi. 

## Sự nghiệp câu lạc bộ
Iqbal ký hợp đồng chuyên nghiệp đầu tiên với Manchester United vào tháng 4 năm 2021 Anh có trận ra mắt Manchester United vào ngày 8 tháng 12 năm 2021 khi vào sân thay người ở phút 89 trong trận đấu gặp Young Boys tại UEFA Champions League. Do đó, anh trở thành cầu thủ người Nam Á gốc Anh đầu tiên chơi cho câu lạc bộ và là người Nam Á gốc Anh đầu tiên chơi ở Champions League. 
Dù được kỳ vọng sẽ trở thành ngôi sao tương lai của MU, nhưng suốt mùa giải 2022/23, Iqbal không được HLV Erik ten Hag sử dụng. Anh có tên trong danh sách thi đấu ở đội một MU 17 lần song đều phải ngồi trên ghế dự bị. Có vẻ như nhận thấy Iqbal không thể phát triển thêm nữa nên Manchester United quyết định bán anh, thay vì cho ra đi theo dạng mượn. Anh sẽ đến Utrecht một câu lạc bộ tại Hà Lan với hợp đồng được ký với thời hạn 4 năm với câu lạc bộ mới của mình

## Sự nghiệp quốc tế
Iqbal đủ điều kiện để đại diện cho Anh, Iraq và Pakistan ở cấp độ quốc tế.
Vào tháng 5 năm 2021, anh nhận được hộ chiếu Iraq và thi đấu cho đội tuyển U-23 của đất nước này.  Tháng 6 năm 2021, anh được triệu tập vào đội U-20 Iraq tham dự Giải vô địch U-20 Ả Rập năm 2021. Tuy nhiên, câu lạc bộ chủ quản Manchester United đã từ chối không cho phép anh sang thi đấu do đại dịch COVID-19.
Tháng 9 năm 2021, Iqbal lần đầu tiên được gọi lên đội tuyển U-23 Iraq tập huấn tại Các Tiểu vương quốc Ả Rập Thống nhất (UAE). Anh ấy đã có trận ra mắt vào ngày 4 tháng 9 trước U-23 UAE , góp mặt trong đội hình xuất phát. Vào tháng 10 năm 2021, Iqbal được điền tên vào danh sách 23 cầu thủ U-23 Iraq tham dự Giải vô địch U-23 WAFF năm 2021 tại Ả Rập Xê Út.  Vào ngày 8 tháng 10, Iqbal ghi bàn thắng đầu tiên cho đội U-23 Iraq với tư cách là đội trưởng của đội bóng. 
Vào tháng 1 năm 2022, Iqbal được gọi vào đội tuyển quốc gia Iraq tham dự vòng loại World Cup 2022 với Iran và Liban.  Anh có trận ra mắt trong trận đối đầu với Iran vào ngày 27 tháng 1.

## Phong cách chơi
Là một tiền vệ có nhiều sự tinh tế, Iqbal chơi ở vị trí hộ công.

## Đởi sống cá nhân
Là một trong số ít những người Anh gốc Á tham gia hiệp hội bóng đá Anh, Iqbal là một phần của chuỗi nội dung hiệp hội để ủng hộ Tháng Di sản Nam Á vào năm 2021. 
Iqbal theo Hồi giáo và coi cầu thủ bóng đá người Đức Mesut Özil là nguồn cảm hứng cho anh. 

## Thống kê sự nghiệp

### Câu lạc bộ
Tính đến ngày 8 tháng 12 năm 2021
| Câu lạc bộ             | Mùa giải       | Giải đấu       | Giải đấu | Giải đấu | Cúp FA | Cúp FA | Cúp EFL | Cúp EFL | Châu Âu | Châu Âu | Khác | Khác | Tổng cộng | Tổng cộng |
| Câu lạc bộ             | Mùa giải       | Hạng           | Trận     | Bàn      | Trận   | Bàn    | Trận    | Bàn     | Trận    | Bàn     | Trận | Bàn  | Trận      | Bàn       |
| ---------------------- | -------------- | -------------- | -------- | -------- | ------ | ------ | ------- | ------- | ------- | ------- | ---- | ---- | --------- | --------- |
| U-21 Manchester United | 2021–22        | —              | —        | —        | —      | —      | —       | —       | —       | —       | 3    | 1    | 3         | 1         |
| Manchester United      | 2021–22        | Premier League | 0        | 0        | 0      | 0      | 0       | 0       | 1       | 0       | —    | —    | 1         | 0         |
| Tổng sự nghiệp         | Tổng sự nghiệp | Tổng sự nghiệp | 0        | 0        | 0      | 0      | 0       | 0       | 1       | 0       | 3    | 1    | 4         | 1         |

1. ↑  Appearances in the EFL Trophy
2. ↑  Appearance in the UEFA Champions League

### Đội tuyển quốc gia
Tính đến ngày 11 tháng 6 năm 2024
| Đội tuyển quốc gia | Năm       | Số trận | Bàn thắng |
| ------------------ | --------- | ------- | --------- |
| Iraq               | 2022      | 2       | 0         |
| Iraq               | 2023      | 2       | 0         |
| Iraq               | 2024      | 8       | 1         |
| Tổng cộng          | Tổng cộng | 12      | 1         |

Bàn thắng và kết quả của Iraq được để trước.
| # | Ngày                | Địa điểm                                           | Số trận | Đối thủ     | Bàn thắng | kết quả | Giải đấu                      |
| - | ------------------- | -------------------------------------------------- | ------- | ----------- | --------- | ------- | ----------------------------- |
| 1 | 26 tháng 3 năm 2024 | Sân vận động Tưởng niệm Rizal, Manila, Philippines | 10      | Philippines | 0–4       | 0–5     | Vòng loại FIFA World Cup 2026 |